# Orofaringe
Orofaringe ou bucofaringe comunica com a boca através do istmo da garganta, é um pequeno espaço da cavidade bucal compreendida entre a raiz da língua, o palato mole e a epiglote. É a única porção da cavidade bucal correspondente a uma cavidade real.